# Bačka

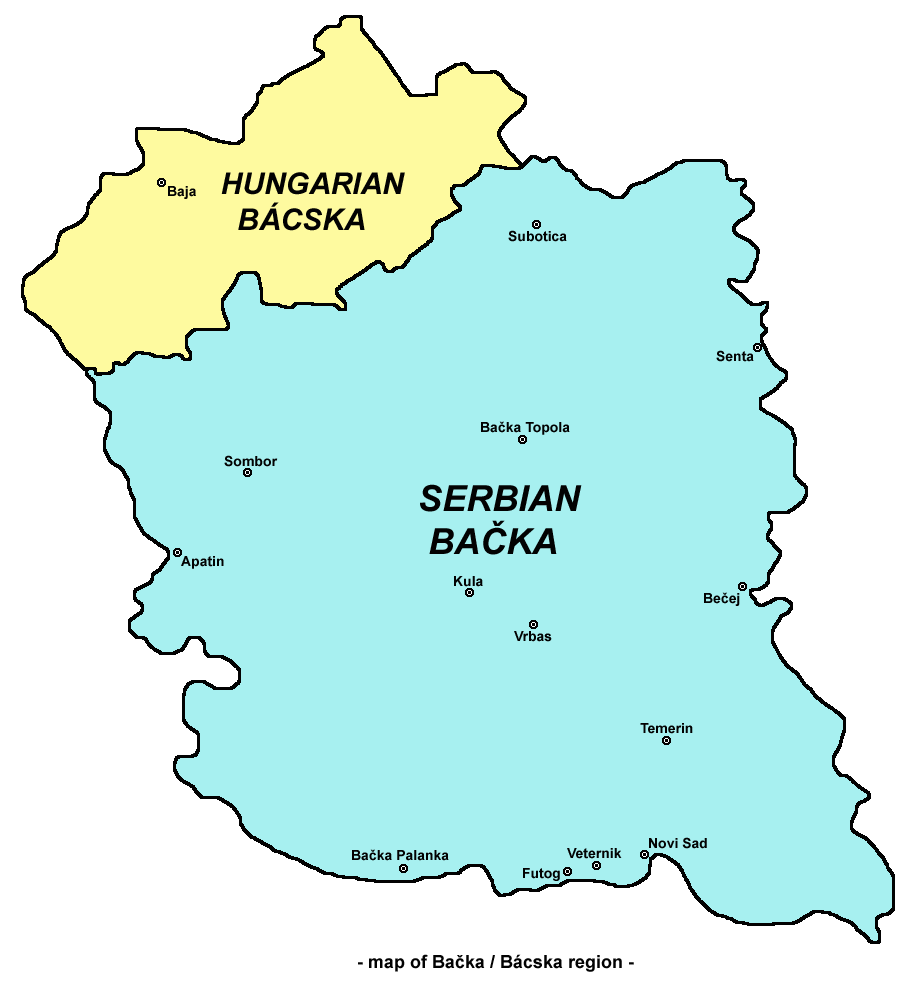
Ubicación de Bačka: en amarillo la parte húngara de Bačka y en azul la parte serbia de Bačka.

Bačka (lit. Bachka; en serbio: Бачка o Bačka, en húngaro: Bácska, en croata: Bačka, en eslovaco: Báčka, en Ruteno: Бачка, Bunjevac: Bačka) es una región de la llanura Panónica situada entre los ríos Danubio y Tisza. Se divide entre Serbia y Hungría, con pequeños focos de tierra deshabitada en la orilla izquierda del Danubio, que pertenecen a Croacia, pero está bajo dominio serbio desde 1991.
La mayor parte de esta región forma parte actualmente de la provincia autónoma de Voivodina de Serbia. Novi Sad, la capital de la Voivodina, está situada en la frontera entre Bačka y Sirmia. Al norte, una parte menor de Bačka se encuentra ahora en el condado de Bács-Kiskun en Hungría.